# Сыкандык
Сыкандык — бессточное озеро в Красноармейском районе Челябинской области. Площадь поверхности водного зеркала — 2,2 км². Высота над уровнем моря — 176 м.
Озеро имеет округлую форму. Берега поросли камышом и тростником. С юго-восточной стороны водоёма примыкает болото Мундугул. На северо-западном берегу озера расположена деревня Ванюши, на восточном — деревня Адищево.
Средняя глубина водоёма составляет 2,5 м. Вода слабосолёная. С северо-западного берега в него впадает ручей.
Гидроним Сыкандык, скорее всего, восходит к тюркскому мужскому имени Сагындык. Местные жители называют озеро Ванюши по одноименной деревне и железнодорожной станции.
В озере водятся карась и плотва, периодически зарыбляется пелядью. По берегам гнездятся ходулочники и шилоклювки.